# 费里耶尔莱韦尔里
费里耶尔莱韦尔里（法語：Ferrières-les-Verreries，法語發音：[fɛʁjɛʁ le vɛʁ.ʁi]）是法国埃罗省的一个市镇，位于该省东北部，属于蒙彼利埃区。

## 地理
费里耶尔莱韦尔里（43°52'41"N, 3°47'50"E）面积17.42 平方千米，位于法国奧克西塔尼大區埃罗省，该省份为法国南部沿海省份，南濒地中海，西南接奥德省，西北接塔恩省和阿韦龙省，东北与加尔省接壤。
与费里耶尔莱韦尔里接壤的市镇（或旧市镇、城区）包括：蓬皮尼昂、布里萨克、克拉雷、蒙图略、隆德尔圣母村、鲁埃、圣博济勒德皮图瓦。

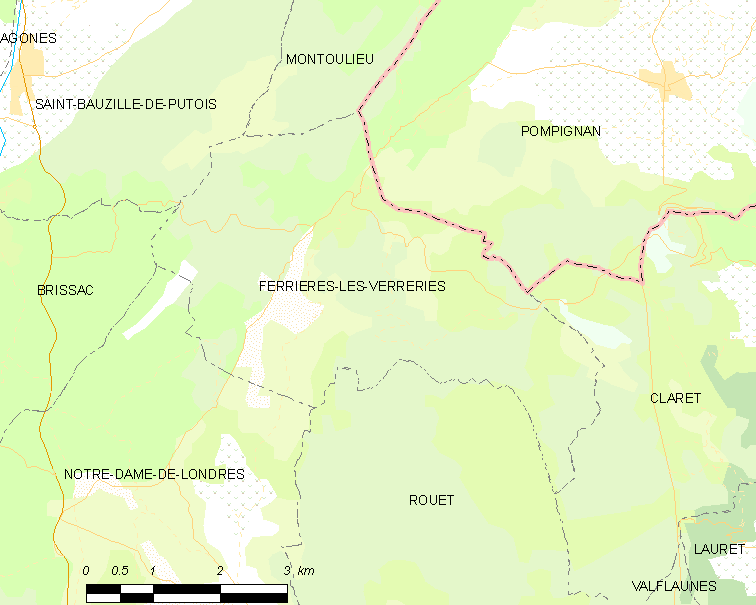
费里耶尔莱韦尔里的OSM定位图

费里耶尔莱韦尔里的时区为UTC+01:00、UTC+02:00（夏令时）。

## 行政
费里耶尔莱韦尔里的邮政编码为34190，INSEE市镇编码为34099。

## 政治
费里耶尔莱韦尔里所属的省级选区为洛代沃县。

## 人口

1962-2008年间费里耶尔莱韦尔里人口变化图示

费里耶尔莱韦尔里于2022年1月1日时的人口数量为46人。